# Tremé
Tremé [trəˈmeɪ] (historisch gelegentlich auch Treme, Faubourg Tremé oder Tremé/Lafitte genannt) ist ein Stadtteil in New Orleans und ein Unterbezirk der Mid-City District Area. Seine Grenzen wurden von der City Planning Commission festgelegt: im Norden die Esplanade Avenue, die North Rampart Street im Osten, die St. Louis Street im Süden und die North Broad Street im Westen. Es ist eines der ältesten Viertel der Stadt und war schon früh das Hauptviertel der freien Schwarzen. Es ist ein wichtiges Zentrum für die städtische afroamerikanische und kreolische Kultur, besonders die moderne Brassbandtradition.

## Geografie
Tremé liegt bei 29° 58′ N, 90° 4′ W und liegt bei 0 m über Meeresspiegel. Nach dem United States Census Bureau hat das Viertel eine Fläche von 1,8 km².

### Benachbarte Viertel
- Seventh Ward (Norden)
- French Quarter (Osten)
- Iberville Projects (Süden)
- Tulane/Gravier (Süden)
- Bayou St. John (Westen)

## Demografien
Im Jahr 2000 lebten 8853 Menschen in 3.429 Haushalte und 2064 Familienwohnsitzen in Treme. Die Bevölkerungsdichte betrug 4.918/km². Zehn Jahre später lag die Einwohnerzahl bei 4155 in 1913 Haushalte und 827 Familienwohnsitzen.

## Geschichte

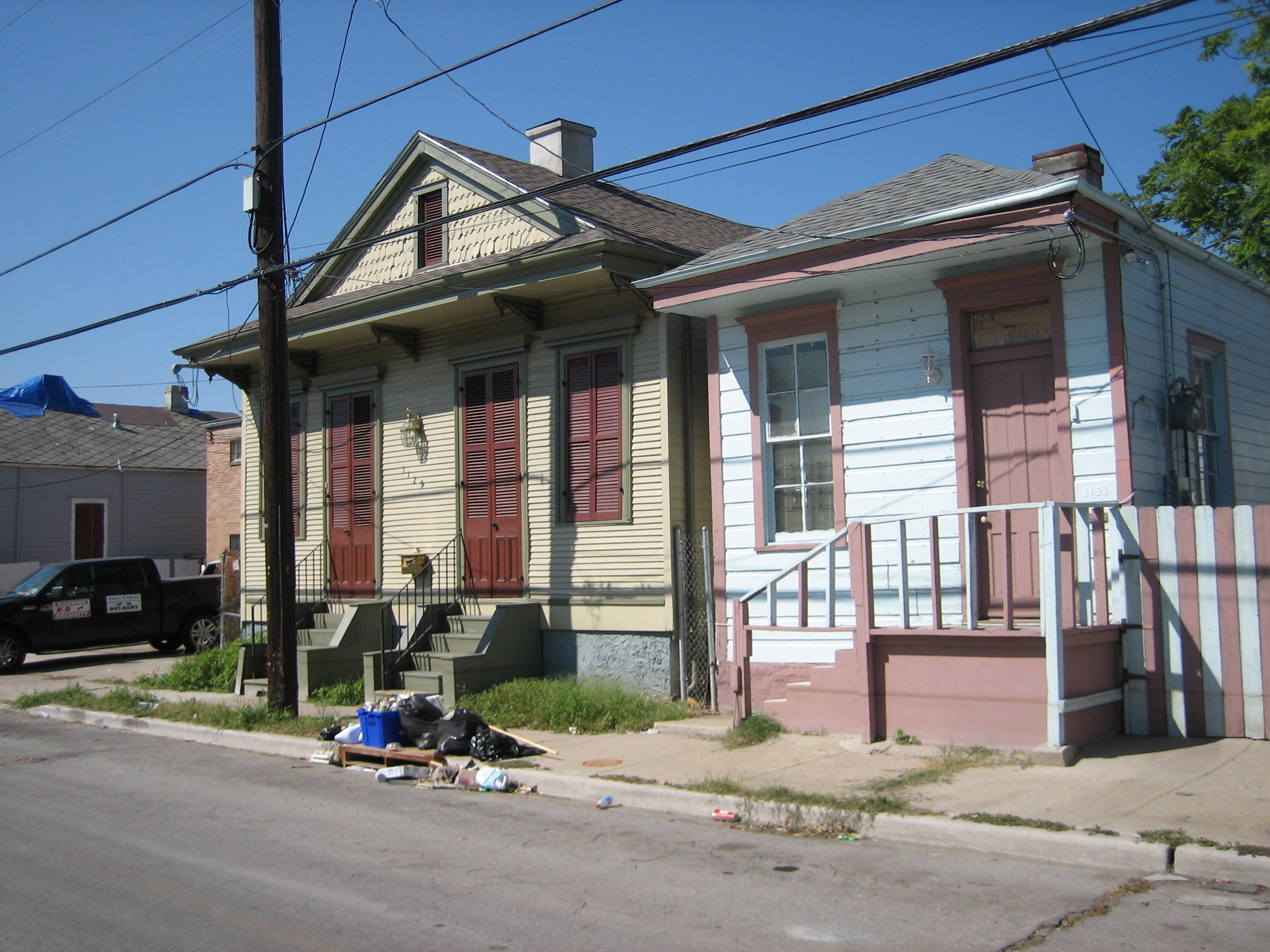
Historische Gebäude in Treme

Das moderne Tremé-Viertel entstand aus Morand Plantation, St. Ferdinand und St. John. Am Ende des 18. Jahrhunderts kaufte Claude Tremé das Land von einem Plantagenbesitzer. Innerhalb weniger Jahrzehnte wurde der Carondelet Canal vom French Quarter zum Bayou St. John gebaut und teilte das Land. Bauträger begannen Unterbezirke in dem Gebiet anzulegen, um der vielfältigen Bevölkerung wie Kaukasiern, haitianischen Kreolen und freien Schwarzen einen Ort zum Wohnen zu geben.
Treme grenzt im Norden an das French Quarter, in Gegenrichtung zum Mississippi River, früher auch „back of town“ genannt. Tremés traditionellen Grenzen waren die  Rampart Street im Süden, die Canal Street im Westen, die Esplanade Avenue im Osten und die Broad Street im Norden. Die Claiborne Avenue ist hauptsächlich Durchgangsstraße. Am Ende des 19. Jahrhunderts wurde das Storyville  Rotlichtviertel vom obigen Teil Tremes ausgenommen. In den 1940ern wurde daraus ein öffentliches Siedlungsprojekt, das nicht mehr zum Stadtteil Tremes gehört. 
Der „Stadtplatz“ von Tremé war der „Congo Square“, ursprünglich „Place de Nègres“, auf dem sich sonntags Sklaven trafen und tanzten. Diese Tradition wurde ausgeübt, bis die Vereinigten Staaten das Gebiet unter Kontrolle nahmen und Offizielle Angst vor unbeaufsichtigten Treffen von Sklaven, wenige Jahre vor dem Amerikanischen Bürgerkrieg, bekamen.
Der Platz war ebenso ein wichtiger Ort für den Handel von Sklaven. Er gab die Möglichkeit, sich die Freiheit durch den Verkauf von Waren zu erkaufen. Für den Rest des 19. Jahrhunderts war der Platz ein öffentlicher Markt. „Creoles of Color“ Blechbläser und sinfonische Bands gaben Konzerte und legten damit den Grundstein für einen mehr improvisierten Musikstil, der später als „Jazz“ bekannt wurde. Am Ende des 19. Jahrhunderts benannte die Stadt den Platz offiziell in „Beauregard Square“, nach Pierre Gustave Toutant Beauregard, um. Ende des 20. Jahrhunderts stellte die Stadt den traditionellen Namen „Congo Square“ wieder her.
Anfang der 1960er wurde bei einem städtischen Wiederherstellungsprojekt, später von vielen Analysten als Fehler dargestellt, große Teile von Zentral-Tremé abgerissen. Das Land lag eine Zeit brach, bis in den 1970ern die Stadt den Louis Armstrong Park darauf erschuf, benannt nach dem kurz zuvor verstorbenen Louis Armstrong. Der Congo Square liegt im Armstrong Park.
Musiker aus Tremé sind unter anderem Alphonse Picou und Kermit Ruffins. Jazz-Musiker von europäischer Herkunft wie Henry Ragas und Louis Prima lebten ebenfalls in Tremé. Zudem gilt „Joe's Cozy Corner“ in Tremé als Geburtsort der Rebirth Brass Band, eine der bekanntesten Bands aus New Orleans. Durch Hurrikan Katrina wurde Tremé wenig bis mäßig überschwemmt. Viele alte Häuser wurden gar nicht beschädigt. David Simon erschuf die Fernsehserie Treme, basierend auf den Nachwirkungen von Hurrikan Katrina und den Musikern, die in der Gegend leben. Faubourg Tremé: The Untold Story of Black New Orleans ist ein aus dem Jahr 2008 stammender Dokumentarfilm von Dawn Logsdon und Lolis Eric Elie, ehemaliger Times-Picayune-Kolumnist und Drehbuchautor bei HBOs Treme. Mit der Besetzung von lokalen Musikern, Künstlern und Autoren stellt die Dokumentation die einzigartige Vergangenheit von Amerikas ältester schwarzer Nachbarschaft dar.

## Galerie

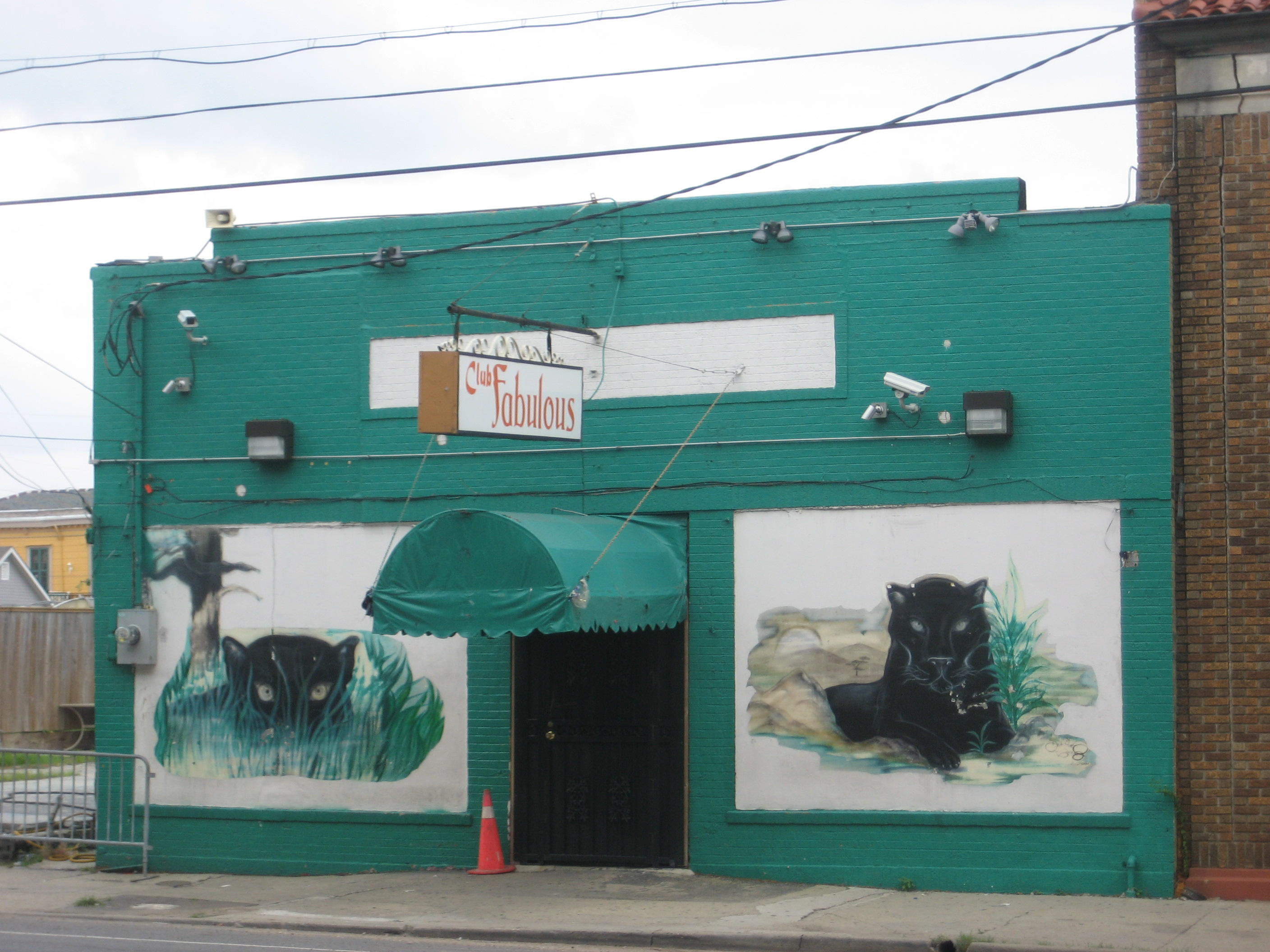
„Club Fabulous“ Bar
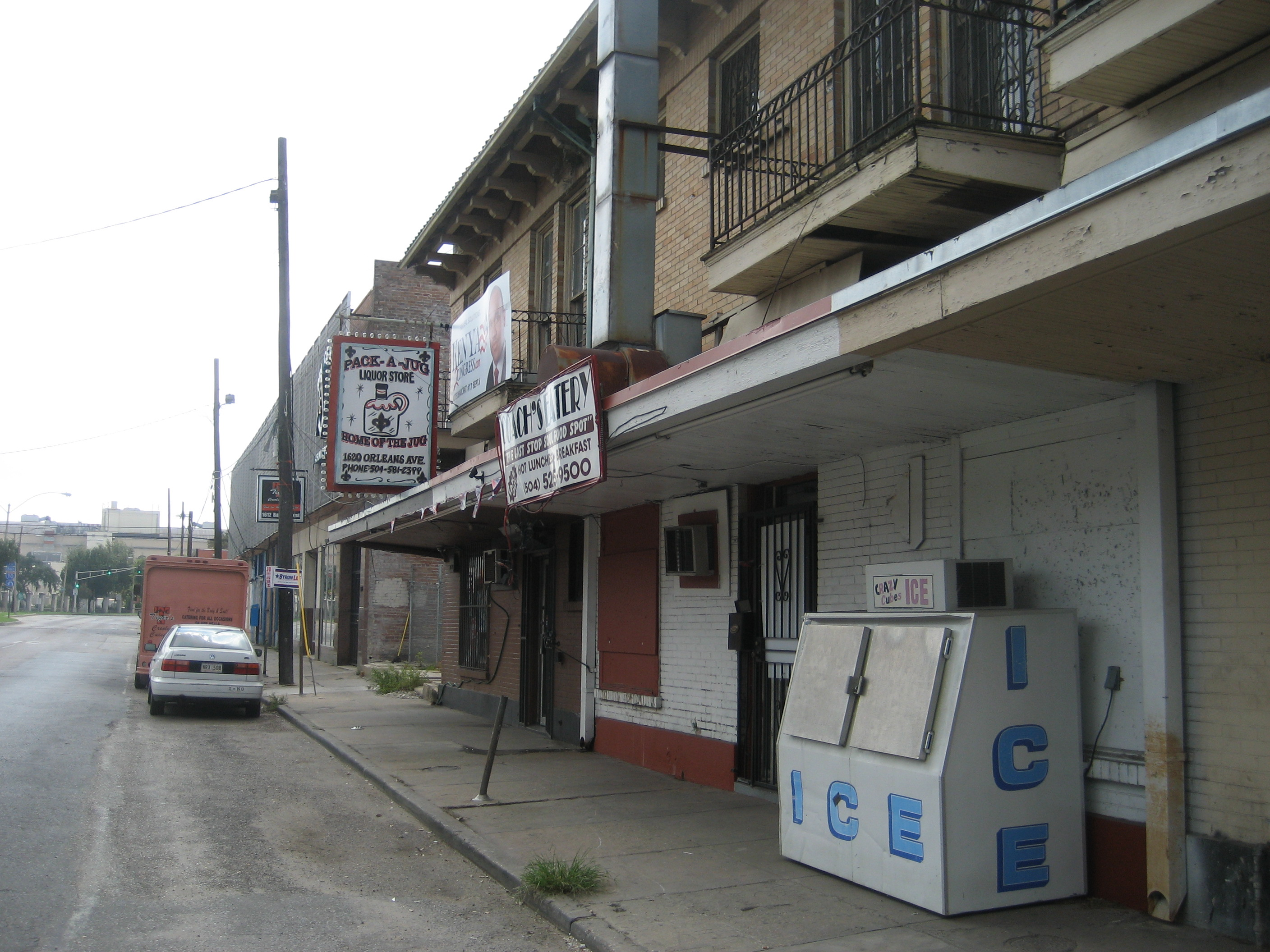
Orleans Avenue
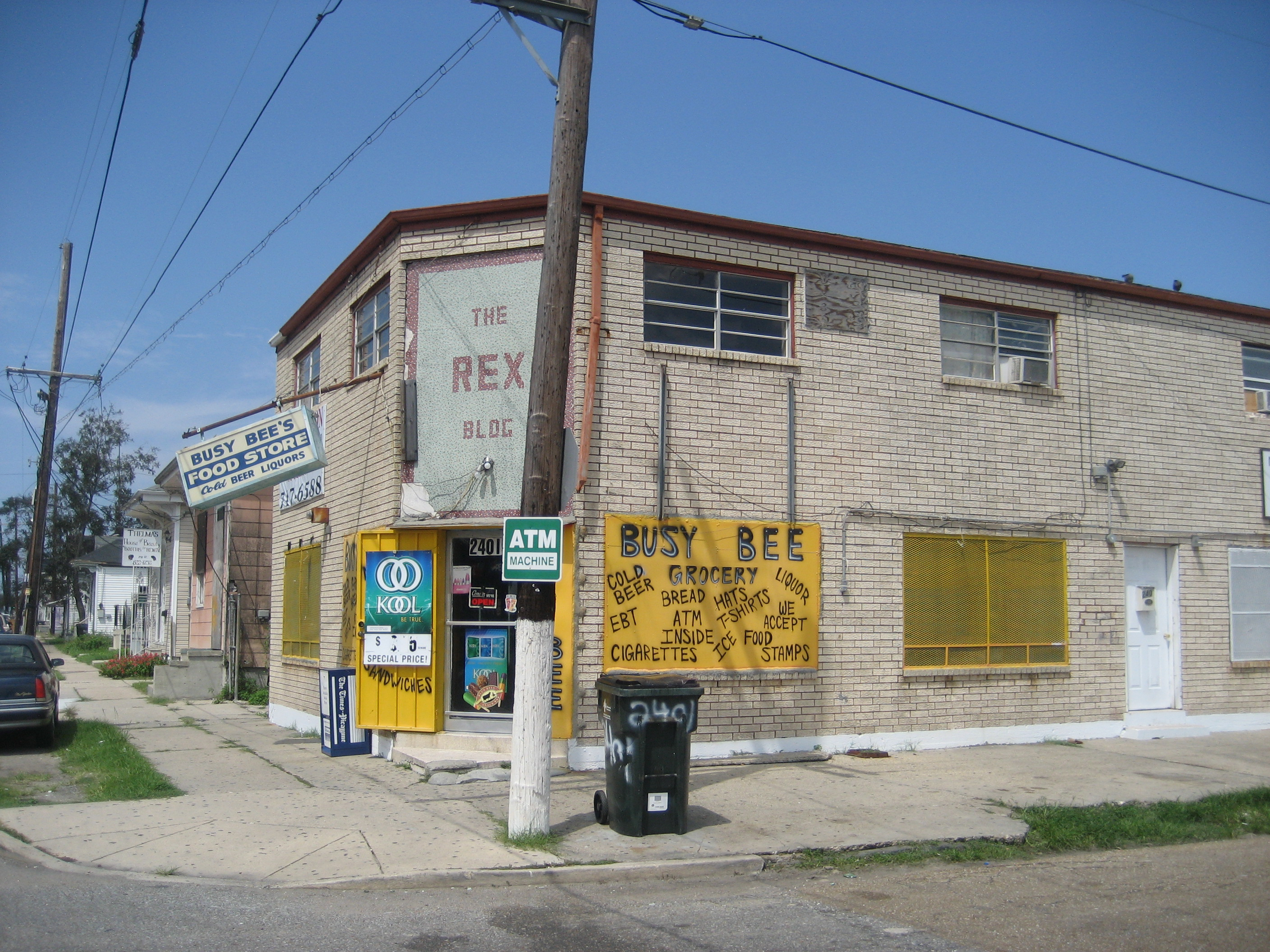
„Busy Bee“ Lebensmittelgeschäft
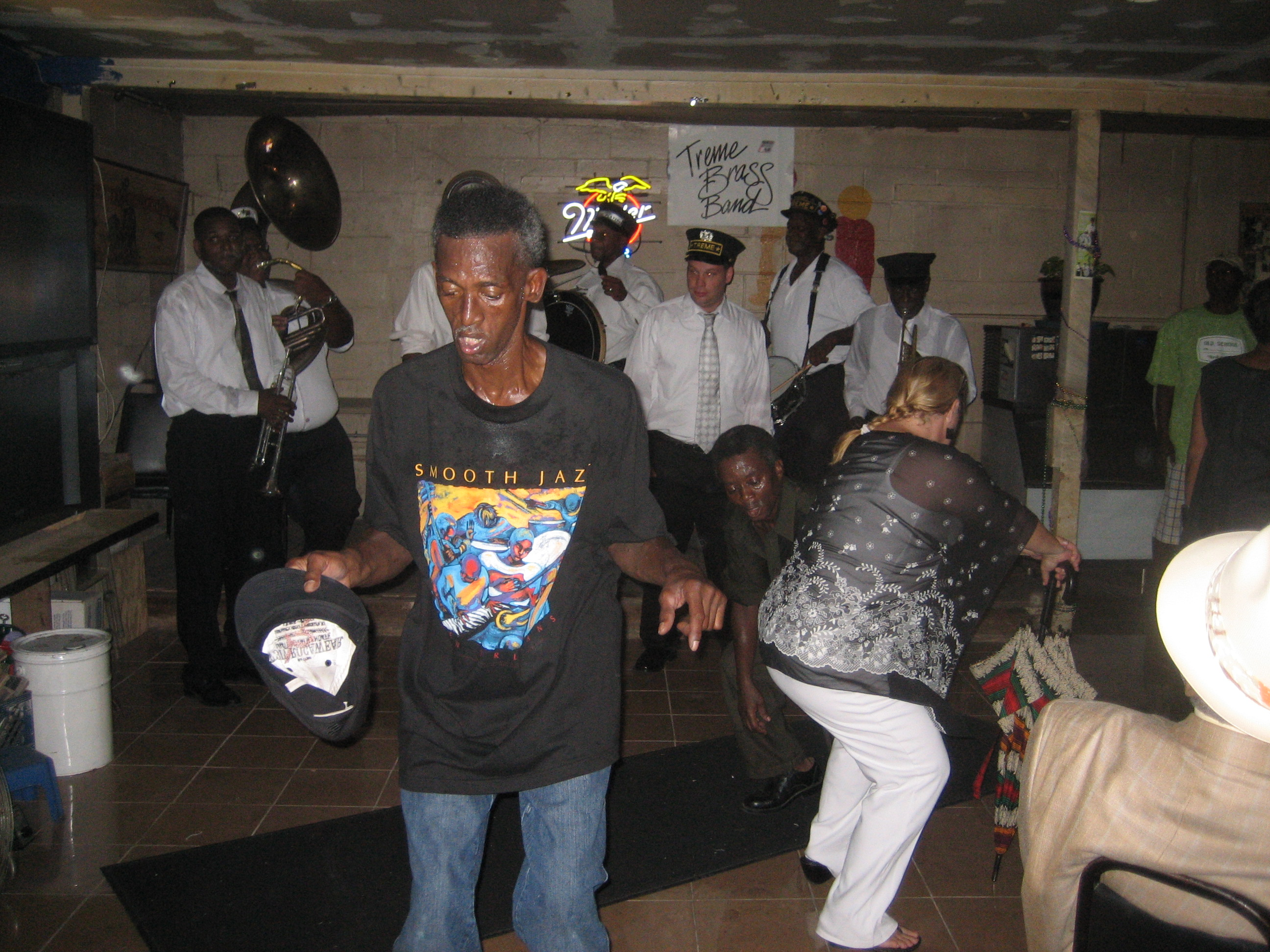
Treme Brass Band
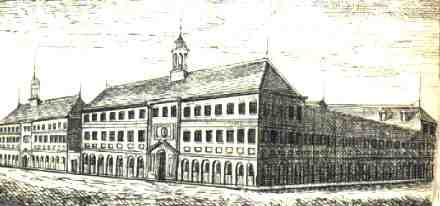
Parish Prison, Treme 1838
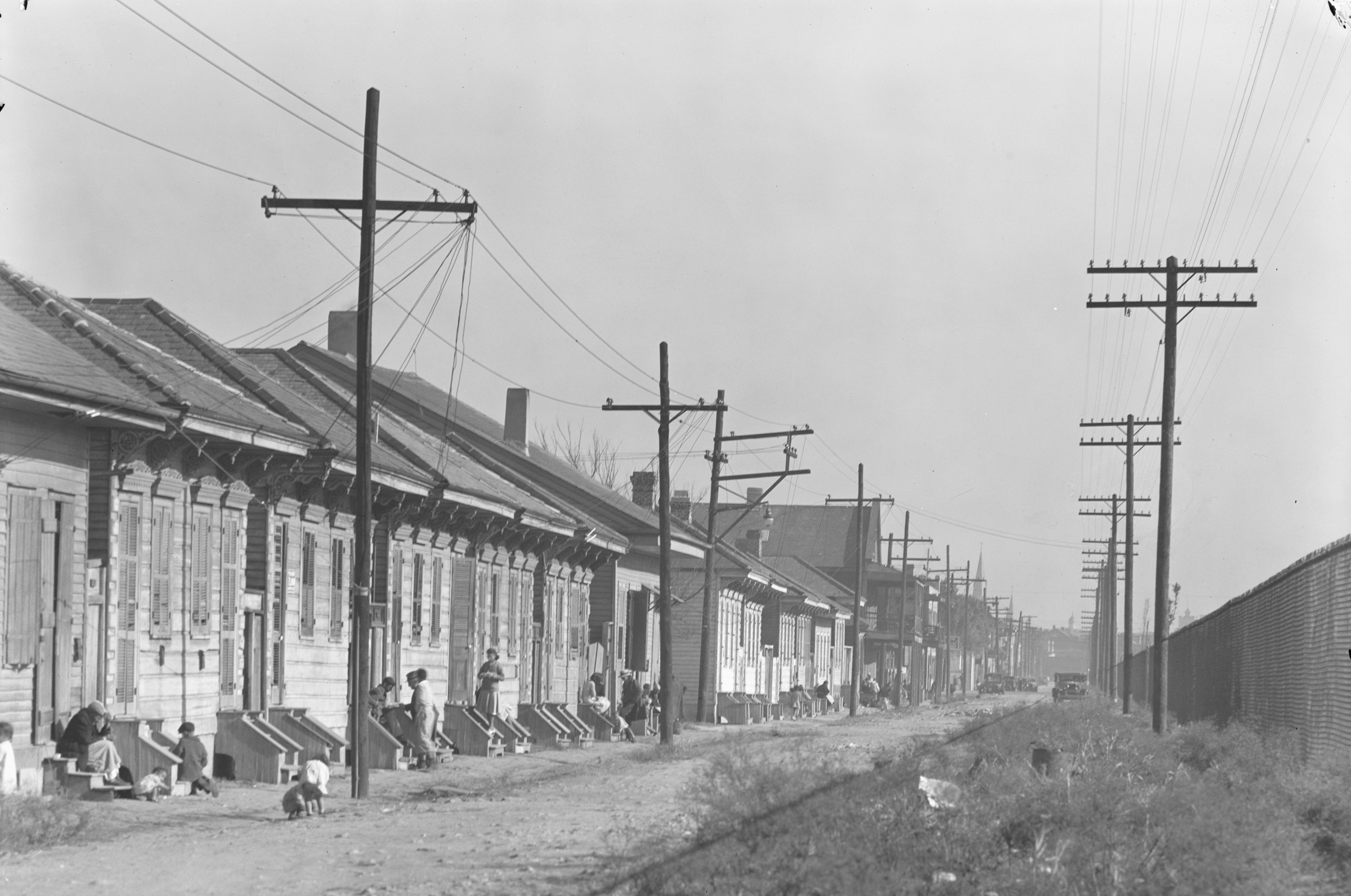
„New Orleans Negro Street“ 1935
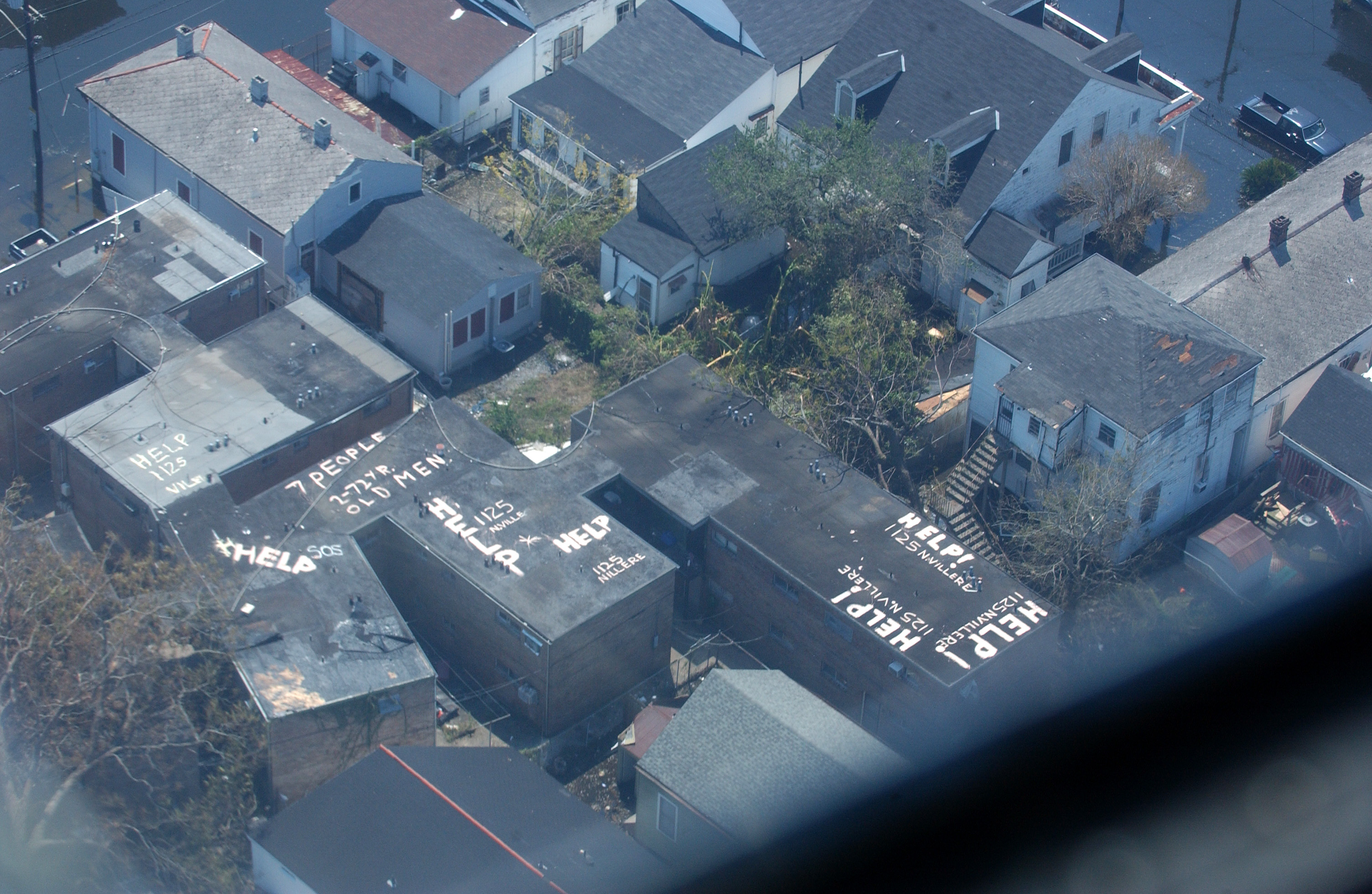
Treme nach Hurrikan Katrina